# Тарниця
Та́рниця — гора в масиві Гриняви (Українські Карпати). Розташована у межах Верховинського району Івано-Франківської області, на південний захід від села Пробійнівки.
Висота 1553,2 м (за іншими даними — 1558 м). Гора з плоскою незалісненою вершиною. Західні та східні схили круті, південний переходить у короткий пологий хребет, який простягається до сусідньої гори — Баби Людової (1581,7 м) і має назву полонина Копілаш.